# Stanisław Daniłowicz (zm. 1636)
Stanisław Daniłowicz herbu Sas (ur. ok. 1609, zm. 1636) – starosta czerwonogrodzki w 1624 roku.
Syn wojewody ruskiego Jana Daniłowicza i Zofii Żółkiewskiej, po kądzieli wnuk hetmana Stanisława Żółkiewskiego.
W latach 1624–1626 studiował w Ingolstadt i Lowanium, następnie podróżował po Europie. Poseł na sejm zwyczajny 1626 roku z ziemi chełmskiej. Po powrocie do Polski otrzymał w 1631 r. starostwo korsuńskie i czehryńskie. W 1632 r., w czasie bezkrólewia po śmierci króla Zygmunta III Wazy, poranił i posiekł starostę winnickiego Adama Kalinowskiego, za co został ogłoszony infamisem. Chcąc zmazać winę wziął udział w wojnie smoleńskiej, wyróżniając się w czasie potyczki 3 grudnia 1633 r., kiedy został ranny. W 1635 r. uzyskał zdjęcie banicji.
Jesienią następnego roku podczas wyprawy na Dzikie Pola dostał się do niewoli tatarskiej i mimo obietnicy wysokiego okupu został na żądanie wodza Tatarów budziackich Kantymira – ścięty przez jego syna Tujtymira, „od tyrański ręki a głowy pijanej”, jak donosił hetman Stanisław Koniecpolski w liście do prymasa Jana Wężyka. Jego bezgłowe ciało Tatarzy odesłali do Polski.
Został pochowany w kolegiacie św. Wawrzyńca w Żółkwi, gdzie w pół wieku później jego siostrzeniec, król Jan III Sobieski ufundował mu nagrobek, wykonany w latach 1692–1693 przez Andreasa Schlütera.

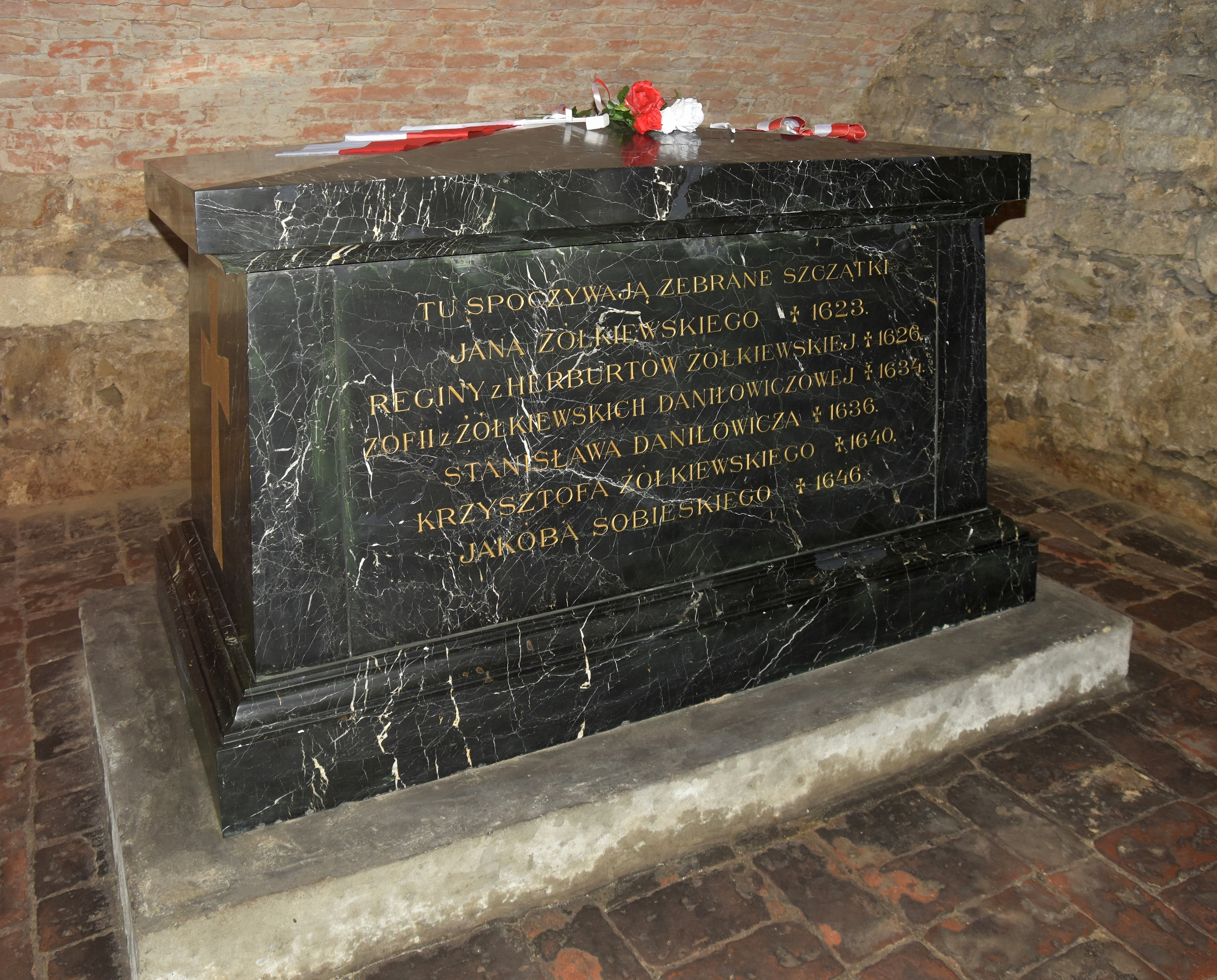
Sarkofag w krypcie kolegiaty św. Wawrzyńca w Żółkwi